# Saint-Maurice-de-Cazevieille
Saint-Maurice-de-Cazevieille là một xã ở tỉnh Gard. Xã này có diện tích 13,15 km², dân số năm 1999 là 478 người. Khu vực này có độ cao trung bình 142 mét trên mực nước biển.